# Natalia Babarovic
Natalia Angela Babarovic Torrens (3. listopada 1966.) je čilska vizualna suvremena umjetnica (slikarica i fotograf) iz Santiaga, hrvatskog podrijetla. Važi kao jedna od čilskih najsuvremenih umjetnica.
Slika murale, zatim portrete, krajobraze u tehnici ulje na platnu, serigrafije na platnu,
Stilski slika realistički. Školovala se na Čilskom sveučilištu (Universidad de Chile). na Fakultetu umjetnosti, kod Gonzala Díaza i Adolfa Couvea. 1994. je stekla naslov magistra vizualnih umjetnosti. Od 1998. je docent na istom fakultetu.
Djela joj se nalaze u brojnim stalnim postavima muzeja kao što su Nacionalni muzej lijepih umjetnosti u Santiagu, Muzej vizualnih umjetnosti u Santiagu i Muzej suvremene umjetnosti u Santiagu., galerijama kao Galerija Florencia Loewenthal
Izlagala je na samostalnim i skupnim izložbama. Dobila je nekoliko nagrada.

## Djela o Nataliji Babarovic
Izabrana djela o Nataliji Babarovic, uključujući ona koja je sama napisala.
- Natalia Babarovic, Luisa Ulibarri, Gonzalo Arqueros, Justo Pastor Mellado: Zona fantasma: 11 artistas de Santiago: Natalia Babarovic...[et al.], Galería Gabriela Mistral, 1996
- Roberto Merino, Natalia Babarovic: Novela de aprendizaje: Sobre la pintura de Natalia Babarovic, Ediciones de la revista Patagonia, 1998

Ilustrirala je knjigu Roberta Merina Santiago de memoria.

## Vanjske poveznice
- Natalia Babarovic
- Google Knjige Pablo Langlois, Natalia Babarovic: Galería Gabriela Mistral, División de Cultura, Ministerio de Educación, 1993
- Google Knjige Vidas breves: John Aubrey, Natalia Babarovic, Miriam Heard, Ediciones Universidad Diego Portales, 2010